# Alchemilla pseudincisa
Alchemilla pseudincisa är en rosväxtart som beskrevs av Pawl.. Alchemilla pseudincisa ingår i släktet daggkåpor, och familjen rosväxter. Utöver nominatformen finns också underarten A. p. polonica.